# Kim Young-mi
Kim Young-mi (1967) is een voormalig Zuid-Koreaans professioneel tafeltennisster. Haar achternaam is Kim.

## Belangrijkste resultaten
- WK
  -  Zilver met het team in 1989 in Dortmund.